# Erosió corneal
L'erosió cornial o una abrasió corneal és una lesió a la superfície de la còrnia (part anterior de l'ull) per un traumatisme. Els símptomes inclouen dolor, envermelliment, sensibilitat lumínica (fotofòbia) i sensació de cos estrany. La majoria de pacients es recuperen per complet al cap de tres dies. Es diferencia de l'úlcera corneal, aquesta última no deguda a un traumatisme.
La majoria dels casos es deuen a traumatismes menors a l'ull, com el que pot passar amb l'ús de lents de contacte o per rascar-se amb les ungles. Prop del 25% dels casos es produeixen a la feina. El diagnòstic es fa per examen després d'aplicar un colorant (la fluoresceïna) i, idòniament, amb un llum de fenedura. S'han de descartar lesions significatives, com ara una úlcera corneal, una ruptura del globus ocular, una síndrome d'erosió recurrent o l'existència d'un cos estrany dins de l'ull.
La prevenció inclou l'ús de protecció ocular. El tractament sol fer-se amb pomada antibiòtica. En aquelles persones que usen lents de contacte, sovint es recomana fluoroquinolona. El paracetamol, els AINE i les gotes oculars com el ciclopentolat, que paralitza la pupil·la, poden ajudar amb el dolor. Hi ha certa controvèrsia sobre si utilitzar o no pegats oculars per ocloure l'ull, però les proves científiques no han demostrat que ocloure l'ull suposi cap benefici.
Aproximadament 3 de cada 1000 persones es veuen afectades cada any als Estats Units. Els afectats solen ser homes i el pic d'edat està entre els 20 i els 30 anys. Les possibles complicacions que es poden donar són la queratitis bacteriana, l'úlcera corneal i la iritis. Les complicacions es produeixen a un 8% dels pacients.

## Signes i símptomes
Els signes i símptomes de l'erosió cornial inclouen dolor, fotofòbia, sensació de cos estrany, ull afectat tancat i producció reflexa de llàgrimes. Els signes inclouen defectes epitelials i edema, i sovint vermellor de l'ull. La visió pot estar borrosa, tant per la inflor de la còrnia com per l'excés de llàgrimes.

### Complicacions
Les complicacions en aquesta patologia són poc freqüents. És important que s'identifiqui i elimini qualsevol cos estrany, especialment si és de ferro, ja que aquest podria oxidar. Ocasionalment, una vegada l'epiteli s'ha curat pot ser poc adherent a la membrana basal subjacent. En aquest cas es pot separar, podent donar lloc a erosions corneals recurrents.

## Causes
Les abrasions cornials solen ser un resultat de traumatismes a la superfície de l'ull. Les causes més habituals inclouen les rascades amb el dit, les lesions per una branca d'arbre i l'ús de lents de contacte velles. Un cos estrany a l'ull també pot suposar risc si l'ull es refrega.
Les lesions es poden produir amb lents de contacte que s'han deixat massa temps, ja siguin dures o toves. El dany se sol produir quan s'eliminen les lents, més que quan la lent encara està en contacte amb l'ull. A més, si la còrnia es fa excessivament seca, pot resultar més fràgil i fàcilment danyada pel moviment a través de la superfície. El desgast de la lent de contacte suau s'ha connectat extensament a la queratitis per bacteris gram negatiu (infecció de la còrnia), particularment Pseudomonas aeruginosa.
Es tracta d'una emergència oftalmològica, ja que és una amenaça visual. Als portadors de lents de contacte que presenten abrasions de la còrnia mai no se’ls hauria de posar pegats a pressió, ja que s'ha demostrat a través d'estudis clínics que els pegats creen un ambient fosc i humit que pot fer que la còrnia s'infecti o que una infecció existent acceleri la seva destrucció.

## Diagnòstic
Tot i que es poden observar erosions de la còrnia amb oftalmoscopis, les làmpades d'escletxa proporcionen una major ampliació, que permet una avaluació més exhaustiva. Per a una millor observació, en general s'aplica fluoresceïna, que omple el defecte de la còrnia, i s'il·lumina amb llum de color blau.
S'ha de fer una cerca acurada per a qualsevol cos estrany, especialment per sota de les parpelles. Lesions després de l'ús de martells o eines elèctriques augmenten la possibilitat que existeixi un cos estrany penetrant cap a l'ull, per la qual cosa s'hauria de buscar una consulta d'oftalmologia urgentment.

## Tractament
El tractament de les abrasions de la còrnia té com a finalitat prevenir la sobreinfecció bacteriana, la curació ràpida i l'alleujament simptomàtic. Si es troba un cos estrany, cal eliminar-lo.

### Cos estrany
• Posicionament: la persona es troba en una posició còmoda amb l'ull afectat més proper al metge. Es poden utilitzar lupes si estan disponibles i l'ull es pot il·luminar amb una llum mèdica o, alternativament, amb un oftalmoscopi sostingut a la mà no dominant. A continuació, es demana a la persona que se centri en un punt concret del sostre perquè el cos estrany s'assegui tan centralment com sigui possible entre les parpelles. Si cal, les parpelles es poden mantenir obertes usant un espècul palpebral, les puntes dels dits de l'examinador, una punta de cotó o un assistent.
• Dilatador anestèsic i pupil·lar: l'anestèsic local s'instal·la en ambdós ulls per reduir el blefaroespasme. L'oxibuprocaïna tòpica sol ser d'elecció, ja que té un inici d'acció de 20 segons i una vida mitjana de 20 minuts. Una gota d'un dilatador tòpic dilatador com ciclopentolate 1%, si està disponible, pot ser útil per reduir l'espasme ciliar després de l'eliminació del cos estrany. L'atropina generalment s'evita a causa dels seus efectes midriàtics de llarga durada.
• Tècniques d'eliminació: principalment hi ha dos tipus de tècniques, l'elecció del qual dependrà de la naturalesa del cos estrany. La primera tècnica és l'eliminació amb una punta de cotó, que s'indica en cossos estranys superficials sense reaccions corneals circumdants, i la segona és amb una agulla hipodèrmica o amb un bisturí nº15, amb els quals es pot eliminar el cos estrany per complet i qualsevol anell d'òxid que l'envolti.
• Reg de la superfície ocular i els fòrnixs superior i inferior després del procediment per rentar qualsevol material residual del cos estrany. Una ampolla de 10 mL d'aigua salina normalment és suficient.

### Medicaments
Les recomanacions actuals destaquen la necessitat d'utilitzar analgèsics orals i antibiòtics tòpics. Els fàrmacs antiinflamatoris no esteroidals (AINE) tòpics són útils per reduir el dolor causat per les abrasions corneals. El diclofenac i el ketorolac són els més utilitzats (una gota quatre vegades al dia). Cal tenir en compte, però, que el diclofenac pot retardar la cicatrització de la ferida. Caldria evitar l'ús de ketorolac en persones que porten lents de contacte. Alguns estudis no recomanen l'ús d'AINEs tòpics a causa del risc de toxicitat cornial. No hi ha evidència directa sobre l'ús d'analgèsics orals, però com que l'alleujament del dolor és la principal preocupació per a les persones amb abrasió corneal, aquests es prescriuen en funció de les característiques de l'individu.
Els antibiòtics tòpics s'utilitzen per prevenir infeccions concomitants, que donen com a resultat una cura més lenta de les abrasions de la còrnia. Les pomades es consideren el tractament de primera línia, ja que són més lubricants que les gotes. Si la persona utilitza lents de contacte, es prefereix un antibiòtic amb activitat contra Pseudomonas (ciprofloxacina, gentamicina o ofloxacina) i s'ha d'interrompre l'ús de lents de contacte fins que l'abrasió s'hagi curat i el tractament amb antibiòtics s'hagi acabat. Això és degut al fet que els portadors de lents de contacte solen estar colonitzats amb Pseudomonas aeruginosa, que poden causar perforacions corneals i la pèrdua permanent de la visió permanent.
Si el mecanisme de lesions comporta lents de contacte, ungles o matèria orgànica/vegetal, la profilaxi antibiòtica s'ha de realitzar amb gotes de fluoroquinolona tòpica 4 vegades al dia i una pomada de fluoroquinolona, normalment ciprofloxací, a la nit. Si l'abrasió és causada per un altre mecanisme, el tractament recomanat inclou pomades antibiòtiques (eritromicina, bacitracina o bacitracina/polimixina B cada 2 o 4 hores) o gotes d'antibiòtics, generalment polimixina B i trimetoprim 4 vegades al dia.

### Pegat
Els pegats es poden fer servir durant les 24 primeres hores per reduir el dolor causat pel parpelleig. Tanmateix, podrien provocar una disminució del subministrament d'oxigen, una major humitat i una major probabilitat d'infecció. Tot i la controvèrsia sobre si utilitzar o no pegats oculars, no hi ha evidència científica que demostri cap diferència en el resultat final del tractament.

### Prevenció de la recurrència
La prevenció és el millor mètode per evitar la recurrència de les abrasions de la còrnia. Les ulleres de protecció han de ser utilitzades per persones que treballen amb maquinària, metall, fusta o productes químics perillosos, així com aquells que realitzen treballs de pati o participen en determinats esports de contacte. El tipus adequat d'ulleres protectores depèn de les circumstàncies específiques, però totes han de proporcionar protecció, bona visibilitat i un ajustament còmode. Alguns exemples inclouen ulleres de policarbonat, ulleres de seguretat plàstiques, escuts facials i cascos de soldadura. En concret, els soldadors han d'utilitzar un casc amb una lent que bloqueja la llum UV per evitar la queratitis per raigs UV. És important tenir en compte que les persones amb un sol ull són especialment vulnerables a lesions potencialment nocives i han de prestar especial atenció a protegir-se els ulls. En aquests casos, les ulleres de protecció poden assegurar un cert grau de seguretat, al mateix temps que permeten participar en les seves activitats diàries normals.
Cal assegurar un contacte adequat de les lents i el compliment de la persona amb mesures de cura, ja que es poden prevenir complicacions relacionades amb la lent de contacte. Com s'ha dit anteriorment, aquests poden causar danys mecànics a la còrnia i ser un factor de risc per al desenvolupament de la queratitis microbiana. Per tant, s'ha de posar èmfasi en la reducció de la contaminació de la lent mitjançant l'ús de solucions efectives de desinfecció, així com les lents de contacte i fundes antimicrobianes. És important evitar la natació amb lents de contacte, ja que això augmenta la freqüència d'infeccions bacterianes, principalment de Staphylococcus epidermidis i altres organismes que es troben en aigües contaminades.